# Children (Ilúvatar)
Children is het tweede studioalbum van Ilúvatar. Dankzij het redelijke succes van hun debuutalbum Ilúvatar kreeg het album in Europa een wat groter platenlabel in het dan net opgerichte InsideOut Music. De merendeel bestond het uit nieuwe nummers, maar een aantal kwam uit eerdere jaren (voor 1992) toen Thomas Kraus nog deel uitmaakte van Ilúvatar, althans de voorloper daarvan Sojourn. Het album is opgenomen in de Secret Sound geluidsstudio in Baltimore, thuisbasis van de band. 
Het album werd opnieuw goed ontvingen binnen de progressieve rock, ook al waren er wat kanttekeningen bij de originaliteit van de muziek.

## Musici
- Glenn McLaughlin – zang
- Dennis Mullin – gitaar, baspedalen
- Dean Morekas – basgitaar, zang
- Jim Rezek – toetsinstrumenten
- Gary Chambers – slagwerk

## Muziek
| Nr. | Titel                                           | Duur  |
| --- | ----------------------------------------------- | ----- |
| 1.  | Haze (M; Ilúvatar; T:McLaughlin)                | 6:43  |
| 2.  | In our lives (M; Ilúvatar; T:McLaughlin, Kraus) | 6:35  |
| 3.  | Given away (M; Ilúvatar; T:McLaughlin)          | 6:39  |
| 4.  | Late of conscience (M; Ilúvatar, T: Kraus)      | 8:56  |
| 5.  | Cracker (M; Ilúvatar; T:McLaughlin)             | 5:59  |
| 6.  | Eye next to glass (M/T: Thomas Kraus)           | 4:56  |
| 7.  | Your darkest hour (M; Ilúvatar; T: Kraus)       | 5:04  |
| 8.  | The final stroke (M; Ilúvatar; T:McLaughlin)    | 12:29 |